# Felix Nikolajewitsch Sumarokow-Elston

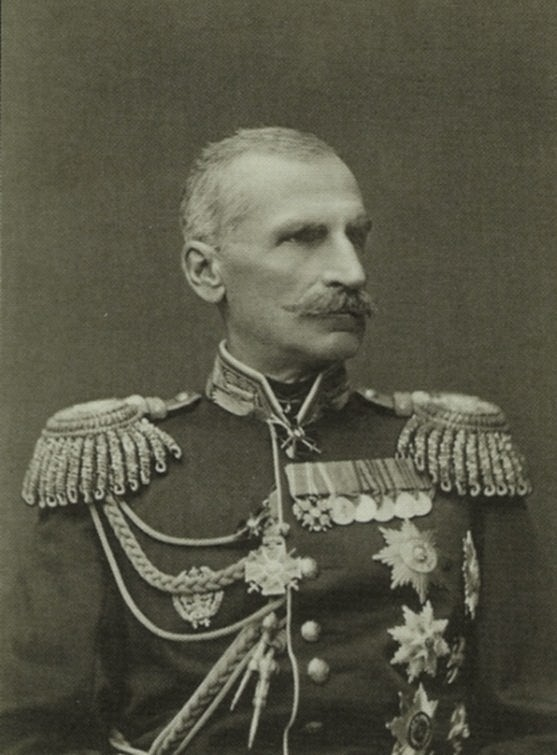
Felix Nikolajewitsch Sumarokow-Elston

Graf Felix Nikolajewitsch Sumarokow-Elston (russisch Феликс Николаевич Сумароков-Эльстон; * 24. Januar 1820 in Sankt Petersburg; † 30. Oktober 1877 in Charkiw) war ein russischer Adliger, General und Ataman.

## Leben
Die Herkunft Felix Elstons ist ungeklärt. Gerüchte besagen, er sei der uneheliche Sohn der russischen Hofdame Katharina von Tiesenhausen, Tochter seiner späteren Ziehmutter. Sein Vater soll der preußische König Friedrich Wilhelm IV. oder sein Bruder Kaiser Wilhelm I. gewesen sein. Entsprechend äußerten sich dessen Enkel Felix Felixowitsch Jussupow und der Nachkomme ihrer Schwester Katharina Alfons von Clary und Aldringen. Wahrscheinlicher ist die Theorie, seine Eltern seien der österreichische Diplomat Baron Carl Anselm von Hügel und die ungarische Gräfin Jozefa Andrássy de Csíkszentkirály et Krasznahorka.
Als Taufpate des Kindes fungierte der spätere Zar Nikolaus I. Felix verbrachte seine Kindheit in Berlin und wurde 1836 mit dem Prädikat von Elston in den badischen Adelsstand erhoben. In Russland von Jelisaweta Michailowna Chitrowo, Gemahlin des russischen Flügeladjutanten Ferdinand von Tiesenhausen, aufgenommen, trat er in die adlige Kadettenanstalt ein. Anschließend zeichnete er sich als General im Krimkrieg bei der Belagerung von Sewastopol aus. Am 8. September 1856 erhielt er den russischen Grafenstand sowie die Erlaubnis für sich und seine Nachkommen den Namen seiner Frau Sumarokow seinem eigenen beizufügen.
Die Sumarokows sollen der Überlieferung nach um 1450 aus Westeuropa in die Republik Nowgorod gekommen sein, waren später in Moskau begütert und führten den russischen Grafentitel der am 26. August 1856 bestätigt wurde. 1863 ernannte man Felix Nikolajewitsch Sumarokow-Elston zum Ataman des Kuban-Kosakenheeres sowie 1865 zum Statthalter von Kuban. Er starb am 30. Oktober 1877 in Charkiw. Seinem Sohn Felix erteilte Zar Alexander III. 1891 durch Einheirat die Erlaubnis den im Mannesstamm erloschenen Namen und Fürstentitel der Jussupow weiter zu führen.

## Nachkommen

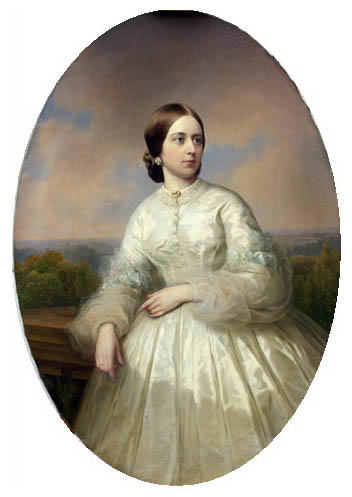
Jelena Sergejewna Sumarokowa

Felix Elston heiratete die Gräfin Jelena Sergejewna Sumarokowa, Tochter des russischen Grafen Sergei Pawlowitsch Sumarokow. Seine Kinder waren:
- Sergei Felixowitsch Sumarokow-Elston (1853–1881)
- Pawel Felixowitsch Sumarokow-Elston (1855–1938)
- Felix Felixowitsch Sumarokow-Elston (1856–1928)
- Jelisaweta Felixowna Sumarokowa-Elston (1858–1940)
- Nikolai Felixowitsch Sumarokow-Elston (1861–1908)
- Alexandra Felixowna Sumarokowa-Elston (1863–1936)

## Auszeichnungen
- Orden der Heiligen Anna, 1. Klasse
- Orden des Heiligen Stanislaus, 1. Klasse[6]
- Orden des Heiligen Wladimir, 1. Klasse mit Schwertern
- Orden des Weißen Adlers